# Preaching to the Perverted
Preaching to the Perverted ist eine britische Komödie des Regisseurs Stuart Urban aus dem Jahr 1997. Der Film schildert die sadomasochistische Beziehung der US-amerikanischen Domina Tanya Cheex (Guinevere Turner) mit dem als Spitzel eines britischen Parlamentsabgeordneten in die Londoner BDSM-Szene eingeschleusten jungen Computerfachmanns Peter Emery (Christien Anholt). Der Film gewann den Preis Best actress des Festival Du Jeune Comedien 1999 und den Audience Choice Award des CineKink Festival 2003. Der Film wird allgemein als Reaktion auf den Spanner Case angesehen.

## Handlung
Der britische Parlamentsabgeordnete Henry Harding führt einen moralischen Kreuzzug gegen die BDSM-Szene seines Landes. Daher engagiert er den unerfahrenen jungen Computerfachmann Peter Emery  als persönlichen Mitarbeiter, um diese unerkannt zu infiltrieren und Beweise für die in Großbritannien überwiegend illegalen sadomasochistischen Praktiken zu sammeln. Emery, der bis zu diesem Zeitpunkt für ein christliches Computerunternehmen namens Holy Hardware tätig war, nimmt den Auftrag an und beginnt mittels einer versteckten Videokamera die Veranstaltungen der US-amerikanischen Domina Tanya Cheex heimlich zu dokumentieren.
Cheex leitet einen Club namens „House of Thwax“, in dem regelmäßig Besucher und Performancekünstler sadomasochistischen Praktiken nachgehen. Während es Emery tatsächlich gelingt, die geforderten Beweise zu erbringen, entwickelt sich zwischen ihm und Cheex sowohl eine Liebes- als auch eine Femdom-Beziehung. Der in BDSM vollkommen unerfahrene Späher gerät hierbei immer häufiger in Situationen, die er sich zuvor niemals hätte vorstellen können und erhält tiefe Einblicke in die britische SM-Szene, aber auch in seine eigenen Träume und Bedürfnisse. Im Rahmen eines Partywochenendes auf dem herrschaftlichen Anwesen eines englischen Adligen entdeckt Cheex den parlamentarischen Dienstausweis ihres neuen Freundes, es kommt zu einem scheinbar letzten Spiel und einer vorübergehenden Trennung des Paares. Nachdem Emery im späteren Prozess zugunsten der Angeklagten Cheex ausgesagt hat, wird diese freigesprochen und gründet mit ihm eine Familie, deren Zuhause der Club ist.

## Hintergründe
- Der Film wird allgemein als Reaktion auf den Spanner Case angesehen.
- Er wurde in Irland durch den ehemaligen Filmzensor Sheamus Smith verboten.
- Der Regisseur setzte es sich zum Ziel, in möglichst jeder Szene des Films pinkfarbene Requisiten unterzubringen, daher erscheinen Gegenstände in dieser Farbe auch in scheinbar unpassenden Zusammenhängen.
- Der Soundtrack des Films besteht aus Club- und House-Musik
- Im Verlauf der Filmhandlung treten mehrere international bekannte BDSM-Performance-Künstler auf, unter anderem sind dies:
  - Die sogenannten Chaos Clowns, Zos&Kia
  - Luci The Axle Grinder, auch bekannt unter dem Namen Lucifire
  - Miss Kimberly
  - Die „Fetischnonne“ Suzi Woodroffe
  - Tutu
- Zu den Drehorten zählt Layer Marney Tower.
- Die britische Erstauflage des Originalsoundtracks ist ein begehrtes Sammlerstück.
- Der Film wurde 1998 vorübergehend aus dem Kino-Startplan des deutschen Verleihers Jugendfilm genommen.

## Kritiken
- „Der Film prahlt geradezu mit exzellenten Kostümen und gutem Schauspiel, er vermittelt hierbei eine großartige Vorstellung von dem was in einem guten Fetischclub geschieht. Höchst empfehlenswert!“ Secret Magazine, Februar 2003[1]
- „… die Clubszenen sehen großartig aus: Intelligenter Einsatz von Farbe und Licht.“  Erotic Review, Dezember 2002[2]
- „Für jene, die selbst in der SM-Szene aktiv sind, mag dieser unbeschwerte Blick auf den Untergrund der Fetischszene unterhaltsam sein, wer jedoch mehr als eine unkonventionelle Sexkomödie erwartet, wird elendig enttäuscht werden. Preaching to the Perverted wird seinem Namen also gerecht, da er niemanden außer den Perversen gefällt.“ Qwipster’s Movie Reviews, Dezember 2003[3]

## Auszeichnungen
- Preis Best actress auf dem Festival Du Jeune Comedien 1999
- Audience Choice Award des CineKink Festival 2003

## Soundtrack
Am Soundtrack wirkte maßgeblich Magnus Fiennes mit.
Die CD enthält:
1. Magnus & Maya – Welcome to the House of Thwax
2. Shimmon & Wolfson – Evil Queen
3. Magnus & Maya – Journey Into Hell
4. Rejuvination – Sycophantasy
5. Magnus & Maya – Postman Always Thrice
6. Mark Broom – The Alien Spoke
7. Magnus & Maya – In Zerbra Suspension
8. The Aloof – Mind
9. Way Out West – Ajare
10. Magnus & Maya – Enlightenment
11. Magnus & Maya – Goodmorning Mistress
12. Magnus & Maya – On Wasteland (Requiem Flagellum)
13. Omni Trio – Who Are You
14. Percy X – Aerobix
15. Amethyst – Futura
16. Magnus & Maya  – Grindecontrol Transubmission
17. Magnus & Maya – House of Thwax